# ATP Champions Tour 2010
Im Folgenden werden die Turniere der Herrentennis-Saison 2010 (ATP Champions Tour) dargestellt. Sie wurde wie die ATP World Tour und die ATP Challenger Tour von der Association of Tennis Professionals organisiert.

## Turnierplan 2010
| Vereinigte Staaten     | Delray Beach | Delray Beach International Tennis Championships 2010 | The Delray Beach Stadium and Tennis Centre | Hard Court (Plexipave)          | 20.–23. Februar 2010            |
| Schweiz                | Zürich       | The BNP Paribas Zurich Open 2010                     | Saalsporthalle                             | Hartplatz (Rebound Ace) / Halle | 9.–13. März 2010                |
| Kolumbien              | Bogotá       | Seguros Bolivar Tennis Champions 2010                |                                            | Sand                            | 18.–21. März 2010               |
| Spanien                | Barcelona    | ATP Champions Tour 2010                              |                                            | Sand                            | 16.–18. April 2010              |
| Brasilien              | São Paulo    | ATP Champions Tour 2010                              | Sociedade Harmonia de Ténis                | Sand                            | 13.–16. Mai 2010                |
| Portugal               | Algarve      | Vale Do Lobo Grand Champions CGD 2010                |                                            | Sand                            | 10.–13. August 2010             |
| Belgien                | Knokke-Heist | Optima Open 2010                                     | The Royal Zoute Tennis Club                | Greenset                        | 20.–22. August 2010             |
| Frankreich             | Paris        | 7e Trophee Jean-Luc Lagardere 2010                   |                                            |                                 | 1.–3. Oktober 2010              |
| Volksrepublik China    | Chengdu      | Chengdu Open 2010                                    | Sichuan International Tennis Centre        | Hartplatz                       | 21.–24. Oktober 2010            |
| Australien             | Sydney       | Champions Downunder 2010                             |                                            |                                 | 11.–14. November 2010           |
| Vereinigtes Königreich | London       | AEGON Masters Tennis 2010                            | The Royal Albert Hall                      | Hartplatz / Halle               | 30. November – 5. Dezember 2010 |